# Miconia rubiginosa
Miconia rubiginosa är en tvåhjärtbladig växtart som först beskrevs av Aimé Bonpland, och fick sitt nu gällande namn av Dc.. Miconia rubiginosa ingår i släktet Miconia och familjen Melastomataceae. Inga underarter finns listade i Catalogue of Life.